# Przyborów (Petite-Pologne)
Pour les articles homonymes, voir Przyborów.
Przyborów est une localité polonaise de la gmina de Borzęcin, située dans le powiat de Brzesko en voïvodie de Petite-Pologne.